# Гелетень (комуна)
Гелетень, Гелетені (рум. Gălăteni) — комуна у повіті Телеорман в Румунії. До складу комуни входять такі села (дані про населення за 2002 рік):
- Бисковень (1412 осіб)
- Гелетень (1590 осіб) — адміністративний центр комуни
- Гредіштянка (241 особа)

Комуна розташована на відстані 63 км на захід від Бухареста, 28 км на північ від Александрії, 123 км на схід від Крайови.

## Населення
За даними перепису населення 2002 року у комуні проживали 3243 особи.
Національний склад населення комуни:
| Національність | Кількість осіб | Відсоток |
| -------------- | -------------- | -------- |
| румуни         | 3120           | 96,2%    |
| цигани         | 122            | 3,8%     |
| угорці         | 1              | < 0,1%   |

Рідною мовою назвали:
| Мова      | Кількість осіб | Відсоток |
| --------- | -------------- | -------- |
| румунська | 3196           | 98,6%    |
| циганська | 46             | 1,4%     |
| угорська  | 1              | < 0,1%   |

Склад населення комуни за віросповіданням:
| Релігія     | Кількість осіб | Відсоток |
| ----------- | -------------- | -------- |
| православні | 3236           | 99,8%    |
| адвентисти  | 6              | 0,2%     |
| реформати   | 1              | < 0,1%   |